# أملاح استحمام

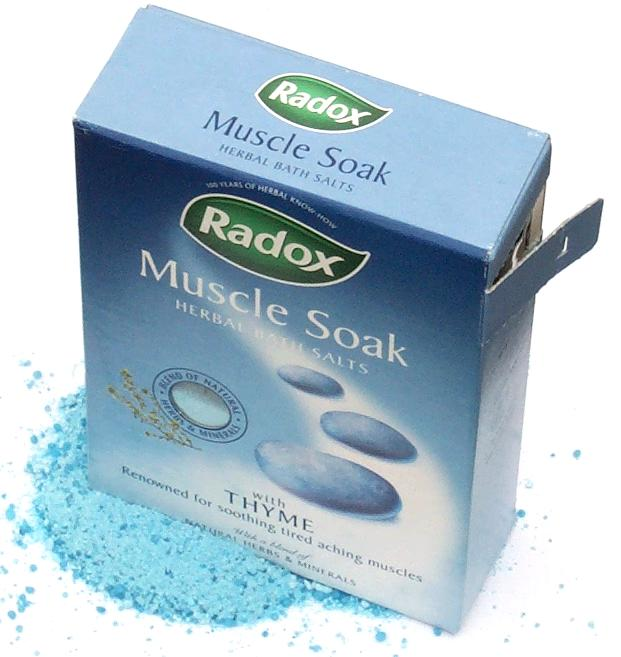
أملاح الإستحمام

أملاح الاستحمام هي أملاح معدنية على شكل مسحوق قابل للذوبان في الماء، تُضاف إلى الماء لتستخدم للاستحمام، وهي تحسّن عملية تنظيف (الجسم) وتعزّز الاستمتاع بالاستحمام، وتعمل كمساعدة في استخدام مستحضرات التجميل. تم تطوير أملاح الاستحمام لتُحاكي خصائص الحمامات المعدنية الطبيعية أو الينابيع الساخنة. تحتوي بعض أملاح الاستحمام على (الغليسرين)، لذا فإن منتجاتها ستكون بمثابة مُطريّات أو مواد مرطّبة أو مواد مزلّقة.

## الوصف

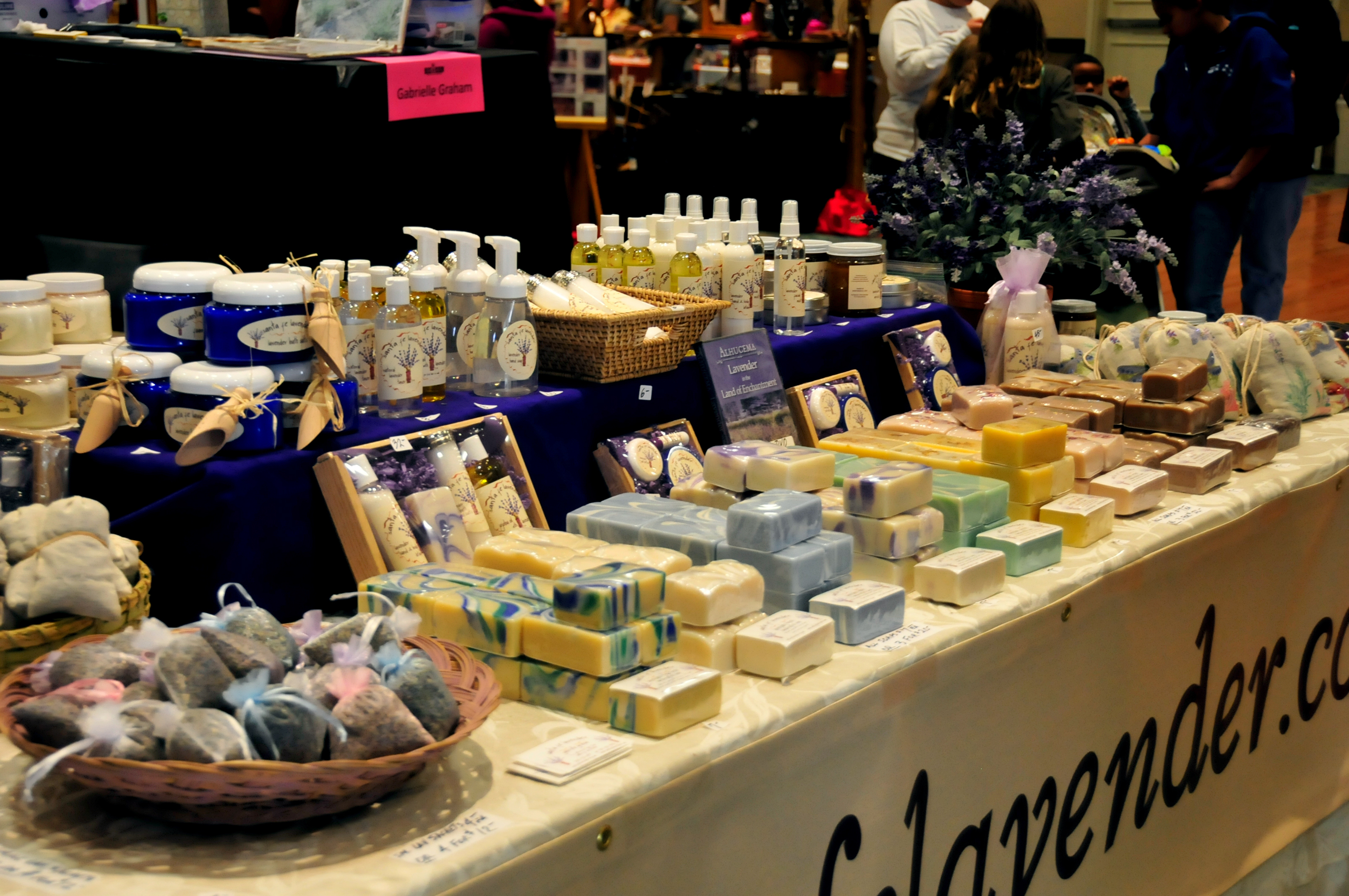
مجموعة مختارة من منتجات الاستحمام ، بما في ذلك أملاح الاستحمام.

إن المركبات التي توصف أملاحاً للاستحمام تحتوي على كبريتات المغنيسيوم (أملاح إبسوم)، وكلوريد الصوديوم (ملح الطعام)، وبيكربونات الصوديوم (مسحوق الخبيز)،وهكساميتا فوسفات الصوديوم (كالغون / ميثيل فوسفات الصوديوم الزجاجي)،وسيسكوي كاربونات الصوديوم، والبوراكس، وسيترات الصوديوم. الغليسرين (أو الغليسرين السائل) هو مكوّن شائع آخر في أملاح الاستحمام. وحسب خصائص تلك المواد المضافة إلى أملاح الاستحمام يمكن تصنيفها كمُطريّات أو مواد مرطبّة أو مواد مزلّقة.
تُضاف الروائح والألوان غالباً إلى أملاح الاستحمام، وحقيقةً فإن أحد أغراض أملاح الاستحمام هو كونُها مادة مخفِّفة للعطور التي تكون قوية للغاية وثقيلة. الإضافات الأخرى الشائعة هي الزيوت (تقوم بعمل تكتُّل للأملاح لتُكوِّن حبيبات غير متبلورة – ويسمّى المُنتج حبيبات الحمام أو حبيبات زيت الاستحمام)، وتُضاف مواد الرغوة والمركبّات الفوّارة. يمكن تعبئة أملاح الاستحمام للبيع في صناديق أو أكياس، وغالباً ما يُعتبر مظهرها جذاباً، لذايمكن بيعها في أوعية شفافة، -على سبيل المثال- لإظهار الشكل الشبيه بالإبر لبلّورات مادة سيسكوي كاربونات الصوديوم.

## التاريخ

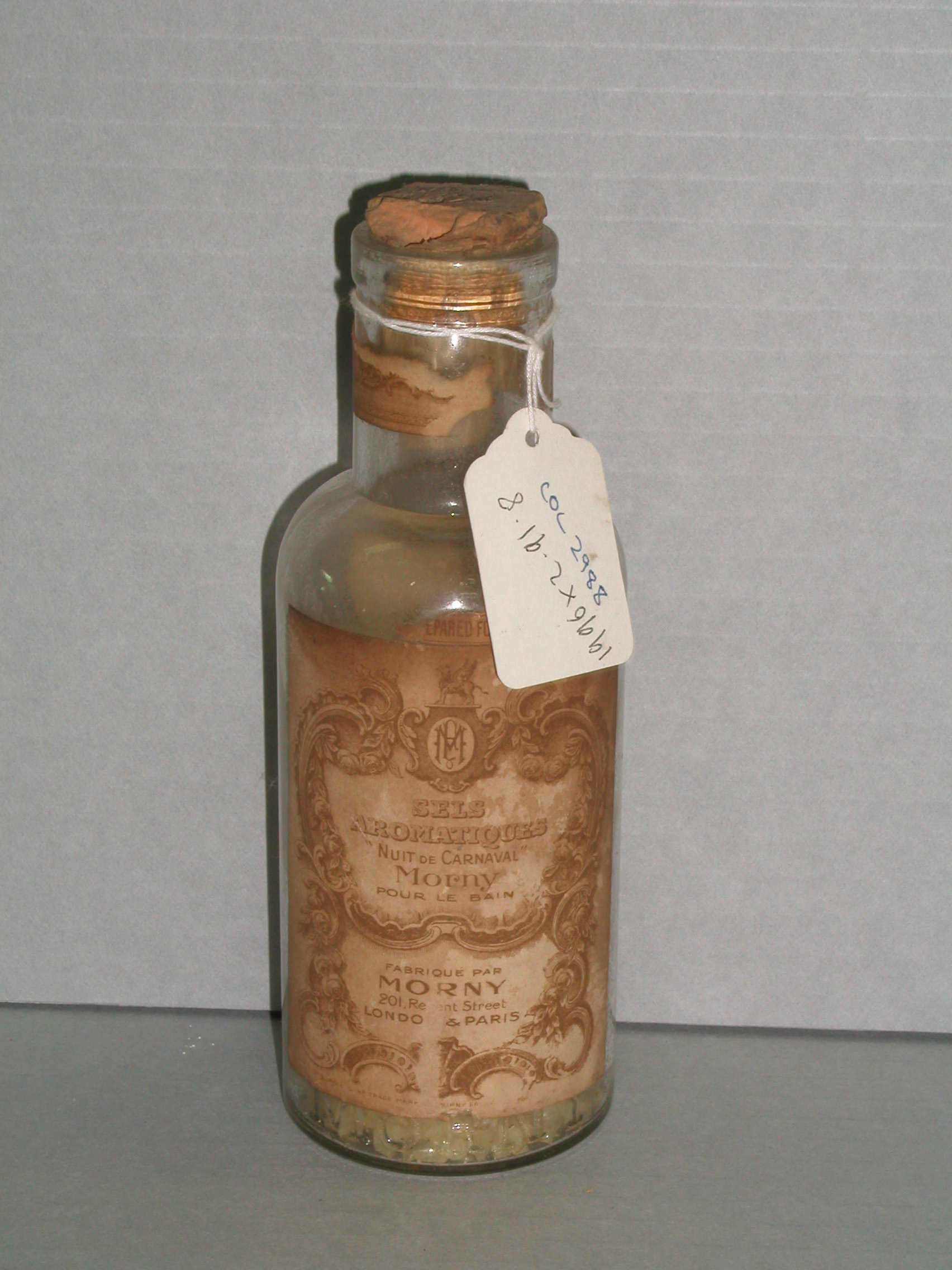
زجاجة من أملاح الاستحمام من Morny ، إنجلترا

إن أول معرض منظَّم للأنواع المختلفة لأملاح الاستحمام واستخداماتها وطرق استخراجها كان في الصين سنة (2700) قبل الميلاد. وقد شجع أبقراط المُعالِجين على الاستفادة من المياه المالحة في شفاء الأمراض المختلفة، عن طريق غمْر المرضى في مياه البحر. واصل قدماءالإغريق فعل ذلك، وفي سنة (1753) م، نشر المؤلف والطبيب الإنجليزي تشارلز راسل كتابه«استخدامات مياه البحر».

## التأثيرات
بعض أملاح الاستحمام مثل فوسفات لها تأثير مُنظِّف يُليّن البشرة القاسية ويساعد في التقشير (إزالة خلايا الجلد الميتة). وتعمل بعض أملاح الاستحمام كمُطرّيات مائية (حمام مائي ناعم) وتُغيّر طريقة انسياب الصابون. قد يحدث ارتباك لدى السباحين بعد تجربتهم الأولى في الحمام المائي الناعم. لا يرغو الصابون جيداً في الماء الثقيل (العادي / لا يحتوي مطريّات)، ويمكن أن يترك ملمساً لزجاً. الماء المليء بالمطرّيات أفضل من الماء الثقيل، لكنه يسبب شعوراً باللزوجة فترة أطول أثناء شطف الصابون، بالرغم من أن الصابون يزول سريعاً لأنه قابل للذوبان.
تزيد التراكيز العالية من الأملاح من كثافة الماء وتزيد من الطفو، الذي يجعل الجسم يبدو أخفّ وزناً في الحمام. تُستخدم تراكيز عالية جداً من الأملاح في الماء في علاجات (خزانات العزل). وهي حمامات خاصة مزوّدة بحجرات تمنع الضوء تماماً. درس الباحثون استخدامها أيضاً في علاج التهاب المفاصل.

## فوّارات الاستحمام
هي منتجات مصممة لتتدفق في مياه الاستحمام. تأتي على هيئة حبيبات غير متبلورة منخليط متجانس التركيب، معبأة في صندوق أو وعاء أو مغلّف، تلك المغلّفات الخاصة بالمساحيق وهي ذات استخدام لمرة واحدة، وأقراص صلبة من خليط متجانس أو غير متجانس تسمى (قنابل الاستحمام). تعتبر فوّارات الاستحمام نوعاً من أنواع أملاح الاستحمام حيث تحتوي منتجاتها على محلول ملحي بالإضافة إلى فقاعات ثاني أكسيد الكربون وهي سمة مميِّزة لها. يجب أن تحتوي مكوناتها على واحد أو أكثر من الأحماض و/أو المزيد من بيكربونات الصوديوم القابلة للذوبان في الماء، وسيسكوي كاربونات الصوديوم و/أو كربونات الصوديوم (لوحدها). بالإضافة إلى ذلك فهي تتضمّن عادة الألوان والعطور و/أو المكونات الأخرى القابلة للذوبان في الماء، أو القابلة للتشتت في الماء، و/أو المكونات المتطايرة، لأغراض تجميلية وبهدف تنعيم البشرة. أساس الرغوة المستخدم في إنتاج المكونات الأخرى هو نفسه المستخدم في المنتجات الخاصة بالأطفال لإنتاج مشروباتهم الغازية.
المنتجات المقلّدة المستخدمة في إخفاء المخدّرات
للتهرب من قوانين المخدّرات، تبيع بعض الشركات عدداً من المخدرات على شكل بودرة في علب مصمّمة للترويج لمنتجات تحمل اسم أملاح الاستحمام،. يعرف الاسم في الحالات التي يتم فيها بيع المخدّرات على أنها أملاح استحمام حقيقية، مع علبة عليها ادّعاء أن المادة الكيميائية مخصّصة للاستخدام أثناء الاستحمام. غالباً ما يُشبه المسحوق الأبيض أوالحبيبات أو البلّورات أملاح الاستحمام الحقيقية مثل أملاح إبسوم، لكنها تختلف تماماً من الناحية الكيميائية. غالباً ما يُكتب على العبوات جملة (ليس للاستهلاك البشري) في محاولة للتحايل على قوانين منع المخدّرات. تُباع أملاح الاستحمام المقلّدة بشكل أساسي في المتاجرالتي تبيع أدوات لتعاطي المخدّرات مثل المحلّات الكبيرة.
استخدام مطرّيات الحمام لعلاج الأكزيما
في سنة (2018)م، خلصت دراسة أجريت على 483 طفلاً، بتكليف من المعهد الوطني البريطاني للأبحاث الصحية، ونشرت في المجلة الطبية البريطانية The British Medical Journal ، أن زيوت الاستحمام المستخدمة في علاج الأكزيما المستشرية لدى الأطفال لاتعطي دليلاً على فائدة علاجية.